# 鳥井一広
鳥井 一広（とりい かずひろ、1964年2月15日 - ）は、日本の音楽プロデューサー。
映像プロデューサー、イベントプロデューサー、ソングライター、演出家、舞台監督としても数多くの作品に携わっている。

## 略歴
1983年、「SERIKA with DOG」のドラマーとしてビクターインビテーションよりメジャー・デビュー。同バンド解散後（自身は解散前に脱退）キティレコードと契約し「Takao&Mystics」「LA-BREA」などでドラマーとして活動しながら、作詞、作曲、編曲家として活動。
1980年代はアイドル、ソロアーティスト等に楽曲提供、サポートメンバーとしても活動。あまり詳細な記録はないがこの頃サポートメンバーとして多くのライブやTV出演等をしている。
1990年頃からプロデューサーとして、音楽、映像、舞台、TVｰCM、イベントと、多岐にわたるマルチな活動を始め、どちらかといえばしばらく音楽作品の比重は少なくなる。
1996年には、音楽、映像、イベントのプロデュース会社「（株）ベストプロデュース」を立ち上げ、舞台演出家として多くの作品に携わる。 また、博覧会などのパビリオン設計やプロデュースなど空間的な分野へも活動の場を広げている。
2001年「SERIKAwithDOG」の再結成ツアーに参加し、その直後に「fill in records」設立。
2003年 良（Ryo） 、坂本恵介、薮下真人、trunk、ダイナマイトしゃかりきサ〜カスなど多くの人気アーティストが参加したSTREVO組の「STREVO 1」「STREVO 2」をプロデュース。
2004年には、前年のSTREVO組の他、多くのCD作品や映像作品をプロデュース。
その後、trunk・ダイナマイトしゃかりきサ〜カスをメジャー・デビューさせ、5枚のマキシシングルと2枚のアルバムのプロデュースを手がけ、インターネット、テレビにてレギュラー番組のメインパーソナリティを1年間務め活発な表現活動を展開している。

## 作品
- 「runner/僕等の道」 - trunk、ロックチッパーレコード、2008年4月23日発売、マキシシングル。

作詞を担当。